# Хайлуошъ
Хайлуошъ (на китайски: 醢落尸; на пинин: Hǎiluòshī) е шанюй на южните хунну, управлявал от 48 до 55 година.

## Живот
Той е син на шанюя Уджулю, управлявал до 13 година, и личното му име е Би. През 48 година Би оглавява бунта на част от хунските родове срещу шанюя Пуну и се установява с тях на китайска територия, признавайки се за васал на империята Хан. Нанася няколко поражения на Пуну, който е принуден да се оттегли на север от Гоби.
Хайлуошъ умира през 55 година и е наследен от брат си Циуфу.